# گیرچا
گیرچا (به انگلیسی: Gircha) یک شهر در پاکستان است که در گلگت-بلتستان واقع شده‌است. گیرچا ۴۷۰ نفر جمعیت دارد و ۲٬۸۳۲ متر بالاتر از سطح دریا واقع شده‌است.